# Trịnh Thiếu Thu
Trịnh Thiếu Thu (sinh ngày 24 tháng 2 năm 1947) là nam diễn viên, ca sĩ Hồng Kông.

## Trước khi tham gia điện ảnh

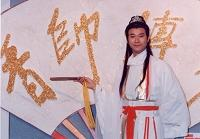
Trịnh Thiếu Thu năm 1995.

Trịnh Thiếu Thu từ nhỏ không thích đọc sách, nhưng đối với diễn kịch rất đam mê. Năm 1963 Trịnh Thiếu Thu ghi danh vào khóa tập luyện kịch nói và cùng năm ông đã đoạt giải Nam diễn viên chính xuất sắc nhất với vở kịch Thủ túc tình thâm do anh biên soạn và diễn xuất. Sau đó anh ghi danh vào khóa tập huấn diễn viên của Thiệu Thị (tiền thân của TVB) và đã tham gia một số bộ phim nổi tiếng như Văn Tố Thần, Đại Túy Hiệp. Sau đó ông đầu quân vào hãng phim Kiên Thành và trở thành nam diễn viên chính đóng cặp với nữ diễn viên nổi tiếng lúc bấy giờ Trần Bảo Châu trong bộ phim điện ảnh Hắc Sát Tinh (sản xuất năm 1967). Nhưng không may mắn cho ông, ông là diễn viên điện ảnh nói tiếng Quảng Đông nhưng thị hiếu của khán giả lúc bấy giờ là những phim sử dụng tiếng Phổ thông. Thất nghiệp, anh cùng với một người bạn mở shop bán quần áo nhưng bị thua lỗ. Sau đó ông đi hát ở một số quán cà phê kiếm tiền nuôi mẹ và hai em gái.Nhưng cũng may mắn khi Trịnh Thiếu Thu gặp Thiệu Phương Phương sau đó không lâu. Cô thường đưa hình của anh cho những người quen biết trong nghề xem và luôn miệng khen ngợi anh diễn xuất rất tốt. Cũng chính Thiệu Phương Phương là người đã đưa Trịnh Thiếu Thu đến với TVB, hãng truyền hình lớn nhất Hong Kong. Trịnh Thiếu Thu từng bái Trần Tiếu Phong làm sư phụ, ông đã truyền cho Trịnh Thiếu Thu ca khúc nổi tiếng nhất của ông Sơn Bá Lâm Chung. Năm 1984, Trịnh Thiếu Thu lần đầu tiên một mình tổ chức liveshow.

## Sự nghiệp đóng phim và làm truyền hình
Năm 1970, gia nhập TVB, diễn xuất tại chương trình Hoan Lạc Kim Tiêu thường đóng giả những vai hài nổi tiếng nên được bạn bè gọi là Bản Dã Thu (Thu Giả Dạng)
Năm 1971, anh đóng bộ phim truyền hình đầu tiên Ấm Lạnh Tình Thân đoạt giải Nam diễn viên có triển vọng nhất, năm 1973, diễn xuất kiêm ca khúc chủ đề bộ phim Dòng Sông Ly Biệt, là ca khúc chủ đề phim đầu tiên của phim truyền hình Hong Kong, trở thành tiểu sinh lúc bấy giờ.
Năm 1976, trong bộ phim Thư Kiếm Ân Cừu Lục, đóng một lúc 3 vai Trần Gia Lạc, Càn Long và Phúc Khang An với 3 tính cách khác nhau làm tên tuổi của anh càng thêm nổi bật. Sau đó ở Lục Tiểu Phụng chi Quyết Chiến Tiền Hậu, Ỷ Thiên Đồ Long Ký, Sở Lưu Hương,... và nhiều tiểu thuyết được cải biên thành phim khác, anh đảm đương vai chính và cả ca khúc chủ đề phim. Trở thành tiểu sinh cổ trang của đài truyền hình, một đại hiệp trong lòng mọi người.
Năm 1982, Đài Loan cho phát sóng bộ Sở Lưu Hương, tỉ số người xem đạt kỉ lục, đều này làm cho các diễn viên Đài Loan phản ứng kịch liệt, thậm chí họ còn biểu tình, yêu cầu ngưng phát sóng Sở Lưu Hương.
Năm 1992, trong phim Đại Thời Đại, Trịnh Thiếu Thu đã khiến khán giả bất ngờ khi anh thay đổi hình tượng đại hiệp xưa nay, diễn một nhân vật phản diện Đinh Giải, một con gấu của thị trường chứng khoán nhưng đầu óc hơi có vấn đề, làm tỉ số người xem đạt kỉ lục. Về sau, có truyền thuyết Hiệu Ứng Thu Quan nghĩa là mỗi khi đài truyền hình chiếu một chương trình gì có sự xuất hiện của Trịnh Thiếu Thu thì thị trường cổ phiếu sẽ hạ xuống. Đó chính là âm hưởng của Hiệu Ứng Đinh Giải trong Đại Thời Đại. Nhưng thực chất điều này là không có căn cứ.
Cũng ở năm 1991, Trịnh Thiếu Thu sang Đài Loan đóng Càn Long Ngoại Truyện làm tên tuổi của anh nổi tiếng toàn Đại Lục.Sau đó có tham gia thêm bộ phim Khang Hy nhưng không gây tiếng vang.
Ngày 21 tháng 12 năm 2006, Thập Đại Trung Văn Kim Khúc lần 29, anh đoạt Giải Kim Châm danh hiệu Đại hiệp Âm nhạc Trịnh Thiếu Thu, biểu hiện sự cống hiến của anh đối với âm nhạc Trung Quốc.
Năm 2007, Trịnh Thiếu Thu cùng Vương Di Hưng chủ trì chương trình MAI của TVB, Á Quân của Hoa hậu Hong Kong Lữ Tuệ Nghi vào vai May Nữ Lang.

## Thành tựu
Nam diễn viên Hong Kong duy nhất chưa từng đóng vai phụ, luôn luôn đảm nhận vai chính.
Năm 1977, tại Giải thưởng đĩa hát vàng lần 1, cùng với Uông Minh Thuyên nhận giải, album Hoan Lạc Niên Niên
Năm 1978, tại Giải thưởng đĩa hát vàng lần 2, đoạt giải với hai album Ỷ Thiên Đồ Long Ký và Lục Tiểu Phụng
Năm 1979, tại Giải thưởng đĩa hát vàng lần 3, đoạt giải với album Sở Lưu Hương
Năm 1982, tại Giải thưởng đĩa hát vàng lần 6, đoạt giải với hai album Danh Kiếm - Luân Lưu Chuyển và Hoàng Đế Lưu Manh
Năm 1983, tại Giải thưởng đĩa hát vàng lần 7, đoạt giải với hai album Phú Quý Vinh Hoa và Tân Thục Sơn Kiếm Hiệp
Năm 1995, bài hát Tiếu Khán Phong Vân đứng hạng I trong số các bài hát được yêu thích trong năm
Năm 1981, tại Giải thưởng Kim Mã lần thứ 18, đoạt giải Nam diễn viên chính xuất sắc nhất phim Danh Kiếm
Từ năm 1973 đến năm 1983 (thời gian ở TVB) liên tục được nằm trong danh sách "Mười minh tinh truyền hình"
Năm 1971, đoạt giải "Nam diễn viên có triển vọng nhất" bộ phim Ấm Lạnh Tình Thân
Năm 1973, đoạt giải "Nam diễn viên chính xuất sắc nhất" bộ phim Dòng Sông Ly Biệt
Năm 1976, đoạt giải "Nam diễn viên chính xuất sắc nhất" bộ phim Thư Kiếm Ân Cừu Lục
Năm 1978, đoạt giải "Nam diễn viên chính xuất sắc nhất" bộ phim Ỷ Thiên Đồ Long Ký
Năm 1979, đoạt giải "Nam diễn viên chính xuất sắc nhất" bộ phim Sở Lưu Hương
Năm 1981, đoạt giải "Nam diễn viên chính xuất sắc nhất" bộ phim Phi Ưng
Năm 1982, đoạt giải thưởng Kim Chung tại Đài Loan với bộ phim Sở Lưu Hương
Năm 1991, đoạt giải thưởng Kim Chung tại Đài Loan phim Hý Thuyết Càn Long
Từ năm 1992 đến năm 1997 nằm trong top 10 diễn viên truyền hình được yêu thích nhất trong năm
Năm 2003, đoạt giải thưởng Vinh dự trong âm nhạc
Năm 2006, đoạt giải thưởng Kim Châm, giải thưởng cao quý nhất của ca sĩ.
Trong top 100 nhân vật phim truyền hình kinh điển, Trịnh Thiếu Thu có 7 vai diễn được lọt vào danh sách, là diễn viên có nhiều vai diễn kinh điển nhất Hong Kong

## Các phim truyền hình đã đóng
+ TVB:
- Ấm Lạnh Tình Thân 1971 (冷暖親情 Cold and Warm of Kinship) vai Trình Tư Tuấn
- Yện Vũ Mông Mông 1973 (煙雨濛濛 Romance in the rain) vai Hà Thư Phàm
- Đại Giang Đông Khứ 1973 (大江東去 The Great River Surges East) vai Hoàng Hùng
- Tình Trường Chiến Trường 1973 (情場戰場 Love Competition)
- Ô Long Kiếm Khách 1974 (烏龍劍客 The Blundering Swordsman) (khách mời)
- Yêu, Cái Bang 1975 (愛．乞丐 Love - Beggar)
- Yêu, Tình Yêu Là Gì 1975 (愛．情之所鍾 Love - Deeply In Love)
- Yêu, Thu Luyến 1975 (愛．秋戀 Love - Love in Autumn)
- Thư Kiếm Ân Cừu Lục 1976 (書劍恩仇錄 Book & Sword) vai Trần Gia Lạc/Càn Long/Phúc Khang An
- Không Cần Hỏi A Quý 1976 (唔駛問阿貴 Ah Kwai) vai A Quý
- Đại Báo Phục 1977 (大報復 The Great Vendetta) vai Trần Quảng Thắng
- Nhất Ốc Lưỡng Hỏa Tam Nhân Hành 1977 (一屋兩伙三人行 Hand in Hand) (khách mời) vai A Tổ
- Lục Tiểu Phụng Chi Quyết Chiến Tiền Hậu 1977 (陸小鳳之決戰前後 Luk Siu Fung II) vai Diệp Cô Thành
- Đại Hanh 1978 (大亨 Vanity Fair) vai Tư Thiệu Lương
- Ỷ Thiên Đồ Long Ký 1978 (倚天屠龍記 Heaven Sword & Dragon Sabre) vai Trương Vô Kỵ
- Phụ Tử Lạc 1978 (父子樂 Father And Son's joy) vai Khưu Lĩnh Bang
- Nhất Kiếm Chấn Thần Châu 1978 (一劍鎮神州 One Sword) (khách mời) vai Ly Câu Cư Sĩ
- Hồng Vận Đương Đầu 1979 (鴻運當頭 The Lucky Star Shines On You) (khách mời) vai Hồng Liên Tử
- Thiên Hồng 1979 (天虹 Over The Rainbow) vai Vỹ Chánh Lập
- Nan Huynh Nan Đệ 1979 (難兄難弟 Nan Hing Nan Dai) vai Tư Đồ Tường
- Sở Lưu Hương 1979 (楚留香 Chor Lau Heung) vai Sở Lưu Hương
- Nhà Của Đàn Ông 1980 (男人之家 The Odd Couples) vai Lão Tề Thiên
- Luân Lưu Chuyển 1980 (輪流傳 Five Easy Pieces) vai Lư Chính
- Nhặt Được Bảo Bối 1980 (執到寶 Don't Look Now) (khách mời) vai Hoàng Tuyền
- Hoàng Đế Lưu Manh 1981 (流氓皇帝 The Misadventures of Zoo) vai Chu Cẩm Xuân
- Phong Hỏa Phi Hoa (烽火飛花 In Love and War) vai Uông Đông Nguyên
- Phi Ưng 1981 (飛鷹 The Hawk) vai Đinh Lam
- Phú Quý Vinh Hoa 1982 (富貴榮華 Brothers Four) vai Lâm Thượng Phú
- Song Diện Nhân 1982 (雙面人 The Switch) vai Khang Tồn Lễ/Trang Vân Phong
- Giáp Tâm Nhân 1983 (夾心人 Sandwiched Man) vai Giang Quân Chính
- Khuất Nguyên 1986 (屈原 The Qu Yuan) vai Khuất Nguyên
- Hoàng Đại Tiên 1986 (黃大仙 The Legend of Wong Tai Sin) vai Hoàng Đại Tiên
- Đỗ Tâm Ngũ 1987 (杜心五 Fate Takes A Hand) vai Đỗ Tâm Ngũ
- Thề Không Cúi Đầu 1988 (誓不低頭 The Final Verdict) vai Tạ Văn Võ
- Đại Đô Hội 1988 (大都會 Behind Silk Curtains) vai Trịnh Thế Xương
- Lao 1988 (牢 Jail) vai Viên Sùng Hoán
- Quyến Rũ 1988 (著迷 Obsession) vai Tạ Trường Lãng
- Quyết Chiến Hoàng Thành 1989 (決戰皇城 Kuet Gin Wong Shing) vai Cao Hàm Tinh
- Đai Thời Đại 1992 (大時代 The Greed of Man) vai Đinh Giải
- Quần Tinh Hội 1992 (群星會 The Thief of Time) vai Diệp Cô Thành/Chu Cẩm Xuân
- Tiếu Khán Phong Vân 1994 (笑看風雲 Instinct) vai Hoàng Thiên
- 40 Tuổi Đời Một Mái Ấm 1995 (男人四十一頭家 Forty Something) vai Dương Trọng Đức
- Thiên Địa Nam Nhi 1995 (天地男兒 Cold Blood Warm Heart) vai Từ Vĩnh Bang
- Tân Bến Thượng Hải 1996 (新上海灘 Once Upon A Time In Shanghai) vai Vu Trấn Hải
- Phi Thường Ngoại Phụ 2003 (非常外父 The Driving Power) vai Đinh Quý Muội
- Hồng Hạnh Kiếp 2003 (紅杏劫 The Quick Step of Passion) vai Hạ Tử Khiêm
- Huyết Tiến Hiên Viên 2004 (血薦軒轅 Blade Heart) vai Lăng Phong/Vũ Văn Phong
- Hán Sở Kiêu Hùng 2004 (楚漢驕雄 The Conqueror's Story) vai Lưu Bang
- Ngự Dụng Nhàn Nhân 2005 (御用閒人 The Prince’s Shadow) vai Cao Thăng
- Luật Sư Phi Thường 2006 (潮瀑大狀 Bar Benders) vai Tưởng Văn Thao
- Trác Cầu Thiên Vương 2009 (桌球天王 The King of Snooker) vai Du Nhất Kiều

+ ATV:
- Gia Cát Lương 1985 (諸葛亮 The Legendary of Prime Minister Shuge Liang) vai Gia Cát Lượng
- Thượng Hải Phong Vân 1989 (上海風雲 Storm in Shanghai) vai Mã Khiếu Thiên
- Vọng Phụ Thành Long 1989 (望父成龍 Papa! We Love You) vai Cao Thiên Tứ
- Đời Đời Bình An 1990 (代代平安 Happy Together) vai Lý Quốc Toàn
- Đại thời đại 1999 (世紀之戰 Divine Retribution) vai Đinh Giải

+ Đài Loan và Đại Lục (Trung Quốc):
- Sở Lưu Hương Tân Truyện 1985 (楚留香新傳 New Adventure of Chor Lau Heung) vai Sở Lưu Hương
- Thích Khách Liệt Truyện 1990 (刺客列傳 The Assassins) vai Kinh Kha/Dự Nhượng/Nhiếp Chính/Chuyên Chư
- Hý Thuyết Càn Long I 1991 (戲說乾隆 Legendary Chien Lung I) vai Càn Long
- Hý Thuyết Càn Long II 1993 (戲說乾隆-II Legendary Chien Lung II) vai Càn Long
- Hương Soái Truyền Kỳ 1995 (香帥傳奇 The Legend of Chor Lau Heung) vai Sở Lưu Hương
- Giang Hồ Kỳ Hiệp Truyện 1997 (江湖奇俠傳 The Legend of Yung Ching) vai Ung Chính
- Thần Bộ 1999 (神捕 Lord of Imprisonment) vai Đồng Lâm
- Lưu Tinh Hồ Điệp Kiếm 2003 (流星．蝴蝶．劍 Meteor, Butterfly, Sword) vai Tôn Ngọc Bá
- Thanh Minh Thượng Hà Đồ 2004 (清明上河圖 Qing Ming Shang He Tu) vai Trương Trạch Đoan
- Phong Lưu Thiên Cổ 2004 (千古風流一罎醋 My Jealous Wife) vai Phòng Huyền Linh
- Vinh Quy 2007 (榮歸 Return in Glory) vai Lý Quốc Khải
- Thư Kiếm Ân Cừu Lục 2009 (書劍恩仇錄 The Book and the Sword) vai Càn Long
- Thần Y Đại Đạo Công 2010 (神醫大道公 God of Medicine) vai Ngô Thao

## Những phim Điện ảnh đã đóng
+ 1966: 
- Văn Tố Thần (文素臣 Knights of Knights) vai Lục Đệ

+ 1967:
- Hắc Sát Tinh (黑煞星 The Black Killer) vai Ngô Chấn Bang
- Tôi Yêu A - Go - Go (我愛阿哥哥 I Love A-Go-Go) vai Trịnh Sáng Thế
- Cô Gái Ngọt Ngào (甜甜蜜蜜的姑娘 A Sweet Girl) vai Trương Duy Hán

+ 1968:
- Hoa Hồng Thanh Xuân (青春玫瑰 The Blossoming Rose) vai Trương Nhạn Văn
- Hoan Lạc Mãn Nhân Gian (歡樂滿人間 Joy to the World) vai Trương Hiên Lợi
- Đại Tình Nhân
- Huyết Ảnh Hồng Đăng (血影紅燈 Red Lamp Shaded in Blood) vai Hạ Hầu Bích
- Lam Ưng (藍鷹 Blue Falcon) vai Vương Xung
- Nguy Hiểm Tuổi 17 (危險十七歲 Dangerous Seventeen) vai Lâm Kiến Hoa
- Phương Thế Ngọc Tam Đả Mộc Nhân Hàng (方世玉三打木人巷 The Feats of Feng Shiyu) vai Hồng Hy Quan

+ 1969:
- Tiểu Ma Hiệp (小魔俠 The Devil Warrior) vai Mai Dầu Đăng
- Ngân Đao Huyết Kiếm (銀刀血劍 Silver Knife, Scarlet Blade) vai Bạch Thái Quan

+ 1970: 
- Trượng Phu Muốn Tôi Gả (丈夫要我嫁 My Husband Wants Me to Get Married) vai Phùng Uy Văn

+ 1973:
- Ái Dục Kì Đàm (愛慾奇譚 Love Is a Four Letter Word)
- Thất Thập Nhị Gia Phòng Khách (七十二家房客 The House of 72 Tenants) (khách mời) vai Lính cứu hỏa
- Tiểu Thâu Đấu Đại Tặc (小偷鬥大賊 The Rats) vai Lôi Anh Long
- Mạc Minh Kì Diệu Phát Hoành Tài (莫明其妙發橫財 Hong Kong Style) vai Bao Đỉnh Cảnh

+ 1974:
- Nguy Cơ Tứ Phục (危機四伏 The Concrete Jungle)
- Gì Cũng Được Tiên Sinh (乜都得先生 Lovable Mr. Able)
- Ô Long Giáo Nhất (烏龍教一 The Crazy Instructor)
- Tạm Biệt Người Thân (別了親人 Farewell Dearest)
- Người Lạ Chuyện Lạ (怪人怪事 A Mad World of Fools)
- Đại Hương Lý Bát Diện Oai Phong (大鄉里八面威風 The Country Bumpkin in Style) vai Nô Tạo Hóa
- Đề Tiếu Phu Thê (啼笑夫妻 My Darling Love) vai Thiếu Thu
- Thiên Thiên Báo Hỷ (天天報喜 Everday Is Sunday) vai Thiếu Thu
- Đại Hương Lý (大鄉里) vai A Thu
- Vận Tài Đồng Tử Tiểu Tổ Tông (運財童子小祖宗) vai Lão Trịnh

+ 1975:
- Lao Nữ Nhật Ký (撈女日記 Pretty Swindler) (khách mời) vai Chủ nhiệm Trương
- Đổ Quỷ (賭鬼 Affection Against Satan)
- Vô Kỳ Bất Hữu (無奇不有 Moon and Stars) vai Lưu Chí Hoa
- Nam Nhân Tứ Thập Nhất Điều Long (男人四十一條龍 Don't Call Me Uncle) vai Văn Thu
- Thập Tam Bất Đáp (十三不搭 Sup Sap Bup Dup)
- Tiểu Sơn Đông Đến Hong Kong (小山東到香港 Shantung Man in Hong Kong) vai Chí Siêu

+ 1976:
- Cười Ha Ha (哈哈笑 Laugh In) vai Trịnh Thu
- Tình Yêu Ở HaWaii (愛在夏威夷 Love In Hawaii) vai Vỹ Vỹ
- Nam Hoan Nữ Ái (情場戰場(男歡女愛) Love Competition) vai Văn Đạt
- Đại Phú Nhân Gia

+ 1980: 
- Danh Kiếm (名劍 The Sword) vai Lý Mặc Nhiên

+ 1982: 
- Ngự Miêu Tam Hí Cẩm Mao Thử (御貓三戲錦毛鼠 Cat Vs. Rat) vai Triển Chiêu

+ 1983:
- Tân Thục Sơn Kiếm Hiệp (新蜀山劍俠 Zu: The Warriors from the Magic Mountain) vai Đinh Dẫn
- Đội đặc công Mini (迷你特攻隊 Fantasy Mission Force) (khách mời) vai Uất Kim Hương
- Tạc Dạ Chi Đăng (昨夜之燈 Last Night's Light) vai Diệp Cương
- Ngọc Kiếm Lưu Hương (玉劍留香 Swordsman Adventure) vai Kinh Vô Danh
- Sở Lưu Hương Đại Kết Cục (楚留香大結局「玉斑指」 The Denouncement of Chu Liu Hsing) vai Sở Lưu Hương
- Thiếu Lâm và Võ Đang (少林與武當 Shaolin and Wu Tang) vai Thu Phong Ngộ
- Ngọ Dạ Lan Hoa (午夜蘭花 Demon Fighter) vai Sở Lưu Hương

+ 1984:
- Thiền Võ Môn (禪武門 General Invincible) vai Quỷ Hồng Nương/Tuyết Lụy Hồng
- Tình Nhân, Khán Đao (情人，看刀 Be Careful Sweetheart) vai Nguy Khai

+ 1988:
- Quần Kinh Loạn Vũ (群鶯亂舞 Profiles of Pleasure) vai Trình Lập Bang
- Thiên La Địa Võng (天羅地網 Gunmen) vai Hy Vu Đình

+ 1989:
- Trung Nghĩa Quần Anh (忠義群英 Seven Warriors) vai Thích Kỳ Nghĩa
- Xung Thiên Tiểu Tử (沖天小子 Path of Glory) vai Lâm Kỳ Xương

+ 1993:
- Phương Thế Ngọc (方世玉 Fong Sai Yuk) (khách mời) vai Trần Gia Lạc
- Phương Thế Ngọc II (方世玉續集 Fong Sai Yuk II) (khách mời) vai Trần Gia Lạc
- Họa Bì - Âm Dương Pháp Vương (畫皮之陰陽法王 Painted Skin) vai Vương Thuận Sinh
- Tiếu Bát Tiên (笑八仙 The Eight Hilarious Gods) vai Lữ Động Tân

+ 1994:
- Túy Quyền III (醉拳III Drunken Master III) (khách mời) vai Hoàng Kỳ Anh
- Tiếu Lâm Tiểu Tử II - Tân Ô Long Viện (笑林小子II之新烏龍院 Shaolin Popey II Messy Temple) (khách mời) vai Diện Bích

+ 2003: 
- Hồng Hạnh Kiếp (紅杏劫 The Quick Step of Passion) vai Hạ Tử Khiêm

+ 2012:
- Trung Liệt Dương Gia Tướng (忠烈楊家將 Saving General Yang) vai Dương Nghiệp

## Đời tư
Trịnh Thiếu Thu đã trải qua 3 cuộc hôn nhân, thập niên 60 anh quen một cô gái trong đoàn kịch và kết hôn, sinh ra con gái đầu tiên tên là Trịnh An Nghi, về sau do tính cách không hợp nhau nên hai người chia tay. Cô ta bồng theo cô con gái, hiện nay chưa biết tung tích.
Năm 1970, Trịnh Thiếu Thu quen biết và cặp với diễn viên Hong Kong Sâm Sâm, hai người định kết hôn nhưng mẹ của Sâm Sâm biết Trịnh Thiếu Thu đã từng kết hôn nên phản đối, hai người chia tay.
Cuộc tình nổi tiếng nhất của anh là cùng với Thẩm Điện Hà, hai người quen biết nhau tại đài truyền hình, từng ở chung 11 năm trước khi kết hôn, trong sự nghiệp diễn viên và ca sĩ của anh thì chị cũng giúp đỡ không ít. Năm 1984, Trịnh Thiếu Thu sang Đài Loan tuyên truyền phim Sở Lưu Hương, Thẩm Điện Hà cũng đi theo chăm sóc tận tình. Lúc Thẩm Điện Hà rời khỏi Đài Loan 3 ngày để sang San Francisco cắt băng khánh thành cho nhà hàng mới của người bạn thân Lý Hương Cầm, khi trở về Đài Loan, nghe tin đồn Trịnh Thiếu Thu ngoại tình. Hai người xảy ra tranh chấp, Trịnh Thiếu Thu phủ nhận tin đồn, quyết định kết hôn với Thẩm Điện Hà.
Ngày 5 tháng 1 năm 1985, Trịnh Thiếu Thu cùng Thẩm Điện Hà kết hôn ở Canada, quá vội vàng quyết định, và một cuộc hôn nhân không hạnh phúc, Thẩm Điện Hà cho biết đây là sự hối tiếc nhất trong đời chị. Sống ở Canada, có tin đồn rằng năm 1985, khi Trịnh Thiếu Thu sang Đài Loan đóng Sở Lưu Hương Tân Truyện đóng cặp với nữ diễn viên Đài Loan Quan Tinh Hoa, hai người đã nảy sinh tình cảm. Trong lúc Thẩm Điện Hà mang thai thì tình cảm hai người càng nóng bỏng.
Ngày 30 tháng 5 năm 1987, Trịnh Hân Nghi ra đời, khi Hân Nghi được 8 tháng tuổi, anh đột ngột tuyên bố với công chúng rằng ly hôn với Thẩm Điện Hà.
Năm 1989, anh cùng Quan Tinh Hoa kết hôn tại Đài Loan, sinh được hai đứa con gái: Trịnh Vịnh Ân (sinh năm 1990) và Trịnh Vịnh Nghi.
Ngày 19 tháng 2 năm 2008, Thẩm Điện Hà qua đời. Ngày 3 tháng 3 cử hành lễ truy điệu. Trịnh Thiếu Thu bị anh nuôi của Thẩm Điện Hà là Đặng Quang Vinh công khai trách mắng trước công chúng, chỉ trích việc Trịnh Thiếu Thu thiếu trách nhiệm của một người cha đối với Trịnh Hân Nghi. Ít người biết rằng Trịnh Thiếu Thu không thể đến dự tang lễ của Thẩm Điện Hà là do tiến độ quay phim quá gấp. Sau khi phim đã đóng máy, anh cùng với vợ là Quan Tinh Hoa bay sang Canada để viếng mộ Thẩm Điện Hà và chăm sóc cho Hân Nghi rất chu đáo